# David Bagration (régent de Géorgie)
Pour les articles homonymes, voir David Bagration (mort en 966) et Bagration.
 (septembre 2018).
Si vous disposez d'ouvrages ou d'articles de référence ou si vous connaissez des sites web de qualité traitant du thème abordé ici, merci de compléter l'article en donnant les références utiles à sa vérifiabilité et en les liant à la section « Notes et références ».
David Bagration (en géorgien : დავით ბაგრატიონი), dit David X, ou David XII de Géorgie (Tbilissi, 1er juillet 1767 — Saint-Pétersbourg, 13 mai 1819), est un prince géorgien et un général de l'Empire russe.

## Biographie
David est né le 1er juillet 1767, à Tbilissi, à l'époque en Karthli-Kakhétie. Il est le fils du roi Georges XII de Géorgie et de sa première épouse, la reine Ketevan Andronikachvili (en).
De 1787 à 1789, il est éduqué en Russie, suzerain de la Géorgie depuis 1783, en compagnie de plusieurs nobles russes, puis est enrôlé dans l'armée russe de 1797 à 1798, date à laquelle il est rappelé en Géorgie. En effet, le roi Héraclius II étant mort, son fils, le roi Georges XII, lui succède le 22 février 1799.
David est proclamé prince héritier de la Couronne, titre reconnu par le tsar Paul Ier le 18 avril 1799. Dès lors, avec son frère cadet Ioan, il entame plusieurs réformes pour surmonter la crise économique que subit le royaume de Karthlie-Kakhétie.
Tout cela en vain car le 28 décembre 1800, le roi Georges XII meurt et David ne sera jamais reconnu roi par la Russie. Celle-ci, par le traité de 1783, devait envoyer les insignes royaux aux rois de Géorgie et ne pas annexer le pays. Le tsar Paul Ier respecte ce traité mais, assassiné le 23 mars 1801, il ne peut les envoyer à David. Son fils, Alexandre Ier change de politique et le 12 septembre 1801 le nouveau tsar signe un décret annexant la Géorgie. David Bagration cesse d'être régent de Géorgie pour les Russes. Le communiqué n’arrive en Géorgie que sept mois plus tard et il abdique ses fonctions de régent en avril 1802.
Dès lors, il part pour Saint-Pétersbourg où il s’installe définitivement le 18 février 1803. Par la suite, il devient commandant de l’armée russe du régiment de Saint-Georges. En 1812, il devient sénateur de l’Empire russe. David Guiorguievitch Bagration meurt le 13 mai 1819 à Saint-Pétersbourg. Il est inhumé en l’église de Saint-Jean Chrysostome, au monastère Saint-Alexandre-Nevski.

### Famille
David Bagration épouse à Tbilissi, le 9 janvier 1800, la princesse Hélène Abamelik (1770-1836), fille du prince Simon Abamelik. Il n’a pas d’enfants de son mariage.

### Décorations
David Bagration-Grouzinski avait reçu de nombreuses décorations des tsars Paul Ier et Alexandre Ier :
- Chevalier de l’ordre impérial de Saint-Alexandre Nevski (24 avril 1803)
- Chevalier de première classe de l’ordre de Sainte-Anne de Russie (19 mai 1799)